# MC Solaar
MC Solaar (* 5 березня 1969, Дакар, Сенегал; власне: Клод М'Баралі) — французький репер.

## Біографія
Народився 5 березня 1969 року в Дакарі. Має двох братів і сестру. Коли Клодові М'Баралі було шість місяців, його батьки, родом з Чаду, емігрували з Сенегалу до Франції в передмістя Парижа Вільнев-Сен-Жорж. 1981 року переїхав до свого дядька, який мав успішний бізнес в Каїрі. Записався до французького ліцею в Каїрі, де навчався протягом 9 місяців. Згодом повернувся до Франції, де 1988 року закінчив гімназію. Цього ж року виступив зі своїми першими текстами в радіопередачах Dee Nasty та Lionel D на Radio Nova.
1990 року випустив свій дебютний сингл Bouge de La, який мав винятковий успіх у Франції і відразу став платиновим. 1991 року вийшов його перший альбом Qui sème le vent, récolte le tempo, а 1994 року альбом Prose Combat, що включає тайтли Nouveau Western (зі семплом з Bonnie And Clyde Сержа Генсбура), La concubine de l'hémoglobine і Dévotion .
MC Solaar здобув світове визнання завдяки своїй співпраці з репером Міссі Елліотт над піснею «All N My Grill». Його відомість ще більше зросла завдяки співпраці з Gurus Jazzmatazz . А пісня La Belle Et Le Bad Boy була використана в телесеріалах «Секс у великому місті» та « Справжня кров» .
MC Solaar був одним із перших, хто популяризував французький хіп-хоп серед широких кіл французького суспільства, оскільки його тексти були більш відшліфованими та набагато менше прославляли насильство, ніж у інших французьких хіп-хоп виконавців.
MC Solaar був членом журі Каннського міжнародного кінофестивалю 1998 року. Він також є постійним учасником щорічного благодійного концерту Enfoirés.
7 грудня 2003 року він одружився зі своєю подругою Хлоєю Бенсемун у Шантійї, на північ від Парижа.
2018 року, через більше ніж десять років паузи, MC Solaar знову вирушив у тур франкомовними країнами зі своїм новим альбомом Géopoétique.

## Дискографія

### Альбоми
- 1991 : Qui sème le vent récolte le tempo
- 1994 : Prose combat
- 1997 : Paradisiaque
- 1998 : MC Solaar
- 2001 : Cinquième As
- 2003 : Mach 6
- 2007 : Chapitre 7
- 2017 : Géopoétique

### Сингли
- 1990 : Bouge de là
- 1991 : Victime de la mode
- 1992 : Caroline
- 1992 : Qui sème le vent récolte le tempo
- 1993 : Nouveau Western
- 1994 : Séquelles
- 1994 : Obsolète
- 1995 : La concubine de l'hémoglobine
- 1997 : Gangster moderne
- 1997 : Les temps changent
- 1998 : Paradisiaque
- 1998 : Galaktika
- 2001 : Solaar pleure
- 2001 : Hasta la vista
- 2001 : RMI
- 2002 : La Belle et le Bad Boy
- 2002 : La la la, la
- 2002 : Inch'Allah
- 2003 : La Vie est belle
- 2004 : Hijo de Africa
- 2004 : Au pays de Gandhi
- 2007 : Da Vinci Claude
- 2007 : Clic clic
- 2008 : Carpe Diem
- 2008 : Le rabbi muffin
- 2017 : Sonotone
- 2018 : Eksassaute
- 2018 : Aiwa

## Фільмографія
- 1991: Pour Kim Song-Man — короткий фільм Коста-Ґаврас (Costa-Gavras)
- 2005: Mort à l'écran в ролі Jonathan — короткий фільм Алексіса Феррбефа (Alexis Ferrebeuf)
- 2011: Illegal Love голос — документальний фільм Жулі Ґалі (Julie Gali)